# Néfertiti (chanson)
Pour les articles homonymes, voir Nefertiti.
Singles de France Gall
Polichinelle
(1967) Bébé requin
(1967)
Néfertiti est une chanson française écrite et composée par Serge Gainsbourg, interprétée par France Gall et sortie en 1967. 
Cette chanson est créée à la télévision par France Gall dans le premier numéro de l'émission Bouton rouge diffusée le 16 avril 1967.
Chanson dédiée à la légendaire beauté de la reine Néfertiti (signifiant « la belle est venue » en égyptien). En quatre strophes poétiques, Serge Gainsbourg brosse le portrait d'une reine d'Égypte « barbare, païenne » et d'une mythique « belle momie gardant un parfum subtil jusqu'à l'an deux mille », et peut-être même plus, car en 2018 la sépulture de Néfertiti n'a toujours pas été retrouvée (voir recherche du tombeau de Néfertiti,).   

## Fiche technique
- Titre : Néfertiti[Note 2],[1]

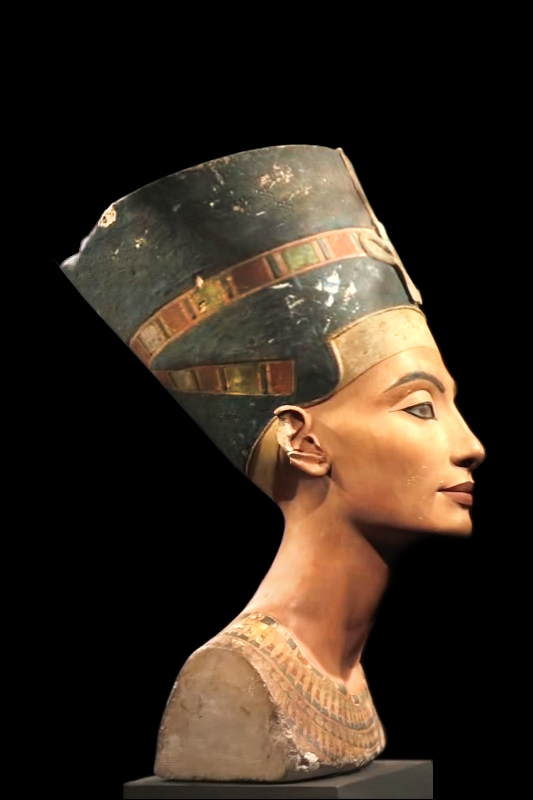
Buste de la reine Néfertiti. Modèle d'atelier (Tuthmosis' studio). XVIIIe dynastie, années 1340 av. J.-C.. Calcaire, plâtre, quartz, cire, hauteur 50 cm.
Origine : site archéologique Amarna (Égypte).

- Paroles et musique : Serge Gainsbourg
- Arrangements et direction musicale : Alain Goraguer
- Enregistrement : studio Davout et studio 10 (Paris)
- Date d'enregistrement inconnue
- Genre : chanson française
- Durée : 2 min 20 s
- Date de sortie : février 1967
- Format : 45 tours EP
- Label : Philips réf. 437.317 BE
- Production : Denis Bourgeois
- Édition : Melody Nelson Publishing (catalogue Bagatelle)[4]

## Reprises
- En 1998, par Baby Birkin[Note 3] sur l'album Classée X (CD label Dishy réf. 33CD)[5].
- En 2006, par Radiomatic[Note 4],[6] sur leur album Ce soir après dîner, nous écouterons des disques... (CD autoproduit par Radiomactic, réf. Rad-001)[7].
- En 2018, par le groupe « Œ »[Note 5] sur l'album multi artistes France Gall, tu l'aimes ou tu la quittes (volume 2, CD label Bandcamp/Ligature & Barbapop)[8].